# 呉淞江
呉淞江（ごしょうこう、ウーソンチヤン）、また蘇州河ともいい、古くは松陵江といった。黄浦江の主要な支流。太湖の瓜涇口を源として発し、上海市街地の外灘北端にある外白渡橋の近くで黄浦江に合流する。全長125km、うち上海市内を流れる距離は54km。
明代までは太湖から海に出る最も大きな河川であり、当時の江南最大の都市であった蘇州にちなみ蘇州河と呼ばれた。しかし土砂の堆積で川底が浅くなり通行に支障をきたしたため、明代初期に戸部尚書の夏原吉により太湖周辺の河川に対する工事が行われ、その結果呉淞江の支流だった黄浦江が呉淞江から本流の座を奪った（黄浦奪淞）。呉淞江は長年にわたり上海と周辺を結ぶ重要な水上交通路でもあった。